# Kōtoku Shūsui
Kōtoku Denjirō (幸徳 傳次郎 (Hạnh Đức Truyền Thứ Lang)), (5 tháng 11 năm 1871 – 24 tháng 1 năm 1911) còn được biết phổ biến hơn với cái tên nom de plume Kōtoku Shūsui (幸徳 秋水 (Hạnh Đức Thu Thủy)) là người Nhật Bản. Ông theo chủ nghĩa xã hội và chủ nghĩa vô chính phủ, là người đóng vai trò lãnh đạo trong việc truyền bá chủ nghĩa vô chính phủ vào Nhật Bản hồi đầu thế kỉ XX. Ông đã dịch các tác phẩm của những người vô chính phủ Nga và châu Âu đương thời (chẳng hạn như Pyotr Alekseyevich Kropotkin) sang tiếng Nhật Bản. Kōtoku Shūsui đã bị triều đình Nhật Bản hành hình năm 1911 vì tội phản nghịch, vì họ cho rằng ông tham gia âm mưu ám sát Thiên hoàng Minh Trị vào năm 1910. Ông là một nhà báo cấp tiến và thường được xem là người anh hùng liệt sĩ của chủ nghĩa vô chính phủ.

## Tiểu sử

### Theo xã hội chủ nghĩa và đi tù
Kōtoku Shūsui chào đời ở Nakamura tại quận Kōchi vào năm 1871. Về sau ông dời đến kinh đô Tōkyō và tại đây, ông trở thành nhà báo vào năm 1893.
Năm 1896, ông cưới Asako, con gái một cựu samurai ở thái ấp cũ Kurume tại Fukuoka. Lúc bấy giờ, ông đã 26 tuổi còn Asako chỉ mới 17 tuổi.
Từ năm 1898, ông bình luận tờ "Yorozu Chōhō" (Bản Tin Mỗi Buổi Sáng), một trong những tờ báo hàng ngày có quan điểm tiến bộ vào thời đó. Tuy nhiên, ông thôi việc vào tháng 10 năm 1903, khi tờ báo này chuyển sang quan điểm ủng hộ chiến tranh, giữa lúc chiến tranh đế quốc giữa Nga và Nhật sắp bùng nổ.
Tháng 11 năm 1903, ông sáng lập tờ "Heimin Shimbun" (Tờ báo của chung mọi người) cùng với một nhà báo tờ "Yorozu Chōhō" khác là Toshihiko Sakai. Tờ báo này lên tiếng phản đối chiến tranh và không đếm xỉa đến sự áp đặt luật báo chí của Nhà nước lên những chủ bút của nó. Vì nhiều lý do ngẫu nhiên, tờ báo lâm vào tình trạng "khó ở" với triều đình, và bản thân Kōtoku Shūsui cũng phải chịu án tù trong nhà giam từ tháng 2 đến tháng 7 năm 1905.
Năm 1901, khi Kōtoku Shūsui cùng Toshihiko Sakai tham gia việc thành lập Đảng Xã hội Dân chủ Nhật Bản, ông không phải là người theo chủ nghĩa vô chính phủ, nhưng theo chủ nghĩa xã hội — quả thực, Toshihiko Sakai và Kōtoku Shūsui là những người đầu tiên dịch "Tuyên ngôn của Đảng Cộng sản" sang tiếng Nhật. Bản dịch "Tuyên ngôn của Đảng Cộng sản" đã được đăng trên báo "Heimin Shimbun", và cũng vì bản dịch này mà và Kōtoku Shūsui và Toshihiko Sakai bị bắt phạt nặng nề.

### Sang Hoa Kỳ và tiếp nhận Chủ nghĩa Vô chính phủ
Từ khi đọc tác phẩm "Fields, Factories and Workshops" (Những cánh đồng, nhà máy và xưởng) của Vương tước Pyotr Alekseyevich Kropotkin, Kōtoku Shūsui bắt đầu thay đổi quan điểm. Giờ đây, quan điểm của ông nghiêng về chủ nghĩa tự do. Ông nói rằng ông "là một người xã hội chủ nghĩa Marxist khi vào [tù] và trở thành một người vô chính phủ tiến bộ khi thoát khỏi kiếp tù đày" (nguyên văn: "had gone [to jail] as a Marxian Socialist and returned as a radical Anarchist")
Tháng 11 năm 1905 Kōtoku Shūsui đến Hoa Kỳ, để tự do chỉ trích Thiên hoàng. Theo ông, Thiên hoàng là "đinh chốt của chủ nghĩa tư bản ở Nhật". Trong thời gian sống ở nước Mỹ, Kōtoku Shūsui ngày càng có thiện cảm với chủ nghĩa cộng sản vô chính phủ và phong trào công đoàn Âu châu.
Trong chuyến đi xa trên biển Thái Bình Dương, ông tham khảo tác phẩm "Memoirs of a Revolutionist" (Hồi ức của một nhà cách mạng) của Pyotr Alekseyevich Kropotkin. Sau chuyến đến California, ông bắt đầu hợp tác với một nhà vô chính phủ chủ nghĩa người Nga và năm 1909 ông dịch tác phẩm "The Conquest of Bread" (Cuộc chinh phạt của bánh mì) từ tiếng Anh sang tiếng Nhật. Một nghìn bản sao các tác phẩm được ông dịch sang tiếng Nhật đã được xuất bản ở Nhật vào tháng ba năm đó, dành cho học sinh và công nhân.

## Trở về Nhật Bản (1906 - 1911)

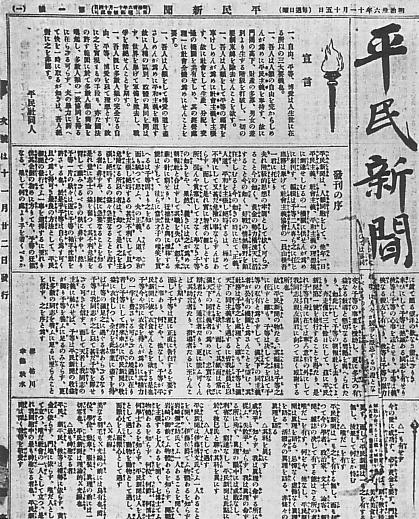
Tờ báo "Heimin Shimbun", vào ngày 13 tháng 11 năm 1904.

Kōtoku Shūsui về Nhật Bản và được chào đón trong một cuộc gặp gỡ công cộng vào tháng 6 năm 1906. Ngày 28 tháng 6, trong cuộc gặp gỡ này, Kōtoku Shūsui đọc bài "Xu hướng của Phong trào Cách mạng Thế giới", theo đó tổng bãi công được xem là "biện pháp của phong trào cách mạng trong tương lai" và chống lại nền chính trị nghị viện (nghĩa là nền chính trị Marxist).
Bài diễn văn "Xu hướng của Phong trào Cách mạng Thế giới" thể hiện quan điểm của một người theo chủ nghĩa công đoàn-vô chính phủ. Thời bấy giờ, chủ nghĩa công đoàn-vô chính phủ đang phát triển ở Mỹ. Những người Mỹ theo chủ nghĩa này đã thiết lập tổ chức "Công nhân thế giới" (Industrial Workers of the World). Kōtoku Shūsui đã tiếp nhận tư tưởng công đoàn-vô chính phủ trong thời gian sinh sống tại Hoa Kỳ.
Sau khi đọc bài diễn văn "Xu hướng của Phong trào Cách mạng thế giới", Kōtoku Shūsui đã viết nhiều bài báo. Trong số các bài báo đó, bài nổi tiếng nhất là "Sự thay đổi của quan điểm tôi (về sự bỏ phiếu phổ thông)". Qua những bài báo này, Kōtoku Shūsui ủng hộ việc hành động trực tiếp. Khác với Sakai là một người ủng hộ việc bỏ phiếu phổ thông, Shūsui cho rằng tổng bãi công chính là vũ khí chống chính phủ tư sản. Điều này đã gây cho những người đồng chí của ông sửng sốt và gây ra sự phân ly giữa phái cộng sản vô chính phủ và phái dân chủ xã hội trong phong trào vô sản Nhật Bản.
Tháng 4 năm 1907, tờ báo được giới thiệu lại "Heimin Shimbun" bị đóng cửa. Hai tháng sau, báo "Heimin Shimbun" được thay thế bằng hai tờ báo khác nhau: tờ "Tin tức xã hội" theo xu hướng dân chủ xã hội và "Tờ báo chung của người dân Osaka" theo xu hướng hành động trực tiếp của chủ nghĩa vô chính phủ.

## Qua đời
Mặc dù phần lớn người vô chính phủ ưu tiên những hoạt động theo đường lối hòa bình, ví dụ như tổ chức tuyên truyền, trong thời gian này nhiều người vô chính phủ chuyển sang thực hiện cách mạng theo xu hướng chủ nghĩa khủng bố và trở thành những người cộng sản vô chính phủ, hoặc ít nhất cũng đánh mạnh vào nhà cầm quyền trong nước. Những nhân tố của xu hướng đang trở nên mạnh mẽ này ở Nhật Bản bao gồm những vụ trấn áp sách báo và tổ chức xã hội chủ nghĩa (chẳng hạn như Đảng Xã hội Nhật Bản), và "luật cảnh sát giữ an ninh nơi công cộng" gây trở ngại lớn đối với các tổ chức công đoàn và các cuộc bãi công.
Trong một sự kiện được biết đến như "Đại nghịch sự kiện" (Taigyaku Jiken), cảnh sát đã bắt giữ năm người vô chính phủ vì sở hữu những thiết bị làm bom, nhằm thực hiện vụ ám sát Thiên hoàng Minh Trị (1851 - 1912).
Tiếp sau đó là một loạt vụ bắt giữ những người bất đồng chính kiến, trong số đó Kōtoku có lẽ là người nổi tiếng và có uy tín nhất. Mặc dù chỉ năm người có tội dựa trên những bằng chứng có tính thuyết phục, vào ngày 18 tháng 1 năm 1911 hai mươi sáu người vô chính phủ bị tuyên án - phần lớn dựa trên những chứng cớ gián tiếp. Hai mươi bốn người trong số họ bị kết án tử hình, mười hai người trong số họ bị hành quyết ngay - Kōtoku nằm trong số đó. Có thể ông đã biết về vụ mưu sát Thiên hoàng từ những giai đoạn đầu của nó, ông thực sự đã không tham gia.
Kōtoku Shūsui bị treo cổ cùng với mười người khác vào ngày 24 tháng 1 năm 1911. Trong những người bị ghép tội "phản nghịch", một phụ nữ tên là Suga Kanno bị xử tử vào ngày hôm sau vì trời đã tối, chứ không phải là vì những lý do tế nhị.
Vụ xử tử ông được công nhận rộng rãi là một vụ án xử oan, mặc dù vào năm 1965 Tòa án tối cao Nhật Bản khước từ lời đề nghị mở lại vụ án Kotoku Shusui và những người bị xử tử cùng ông, ông được xem là một liệt sĩ bởi những người vô chính phủ Nhật Bản và thế giới, đôi khi ông còn được so sánh với Sacco và Vanzetti.

## Tác phẩm cuối cùng
Tác phẩm cuối cùng của ông là Kirisuto Massatsuron (基督抹殺論, Cơ Đốc Mạt Sát Luận). Trong tác phẩm này, ông cho rằng Chúa Giêsu chỉ là một nhân vật thần thoại và không có thực.